# Vogelgesang-Park Magdeburg

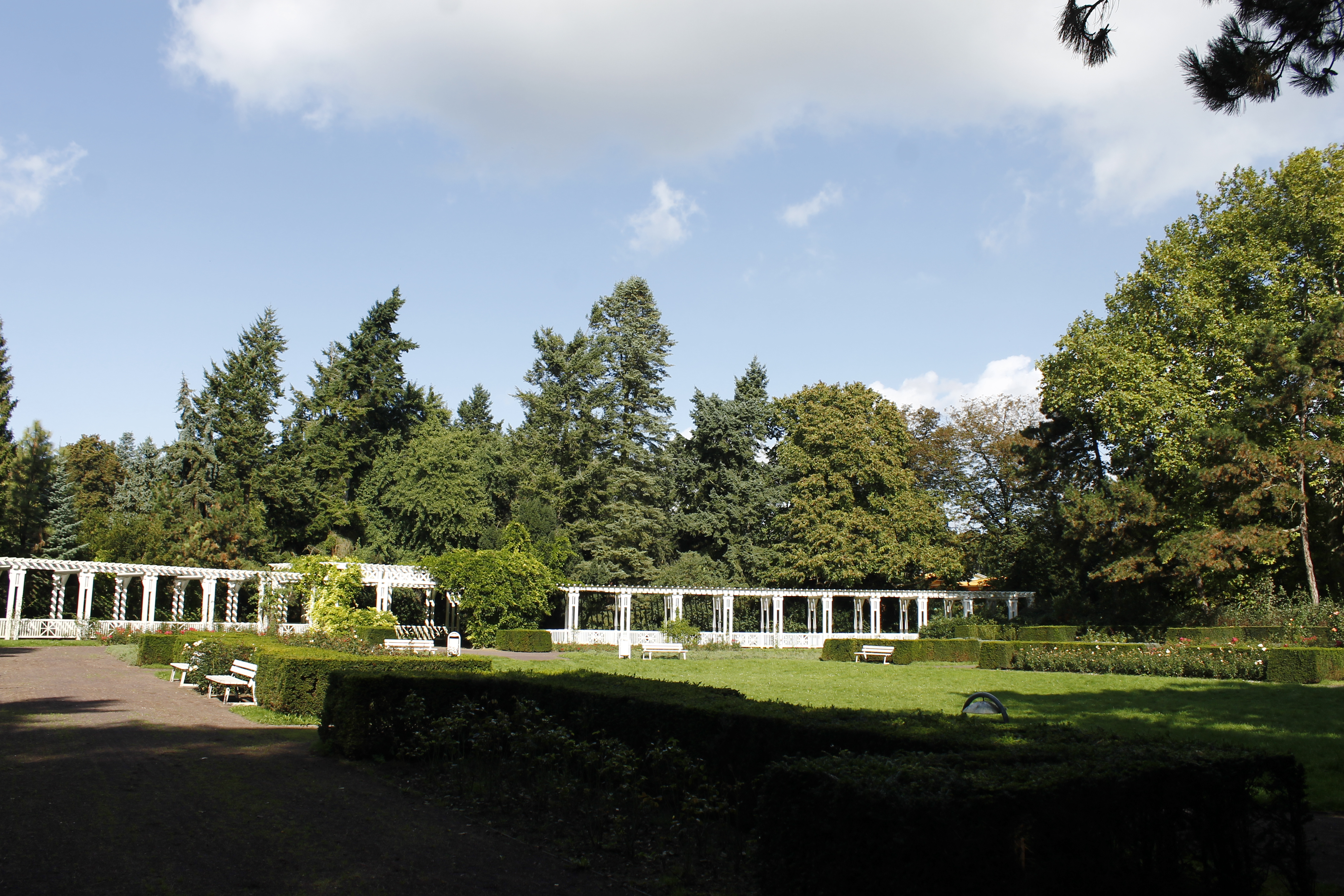
Rosengarten im Vogelgesang-Park in Magdeburg

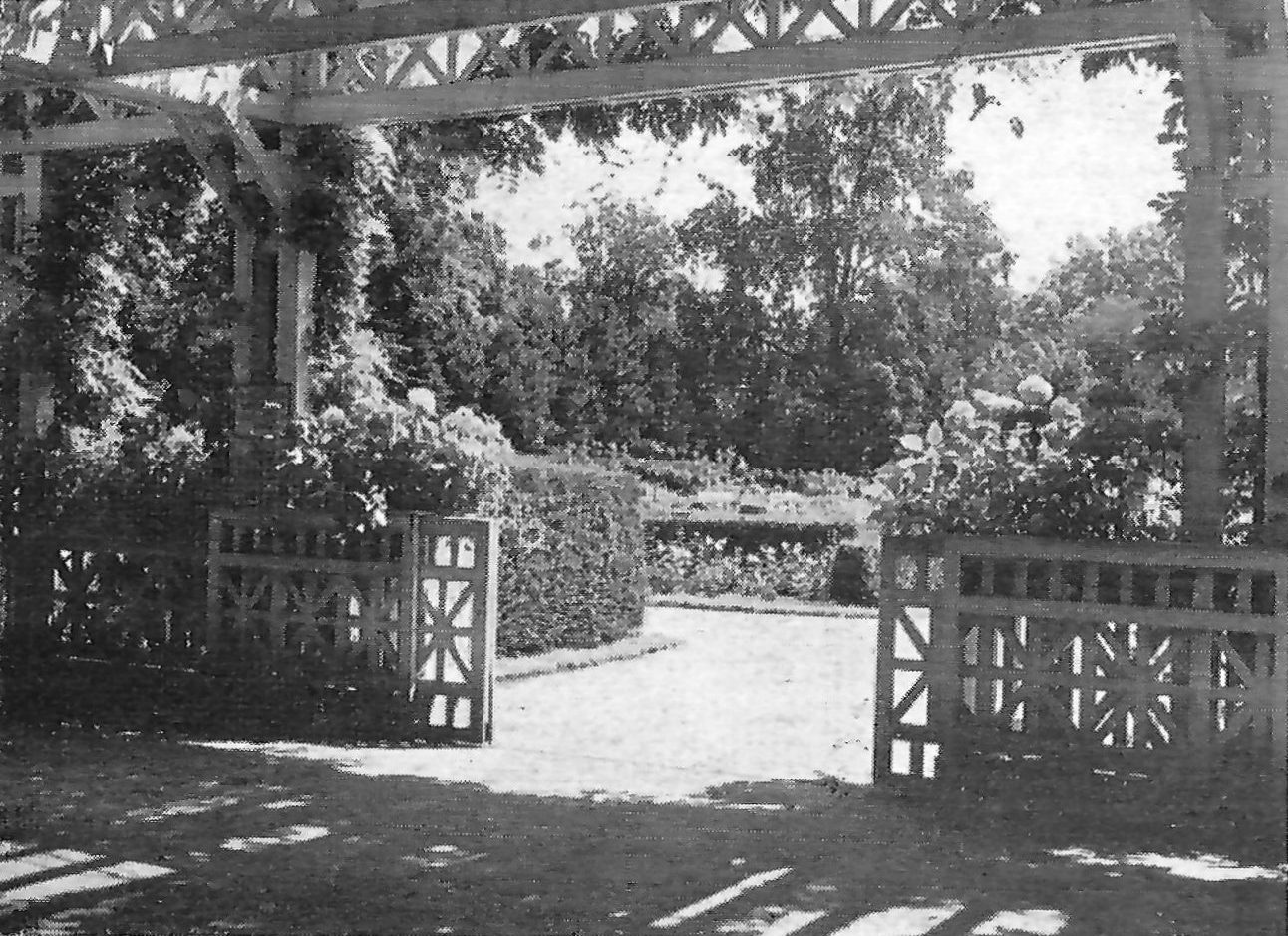
Rosengarten in den 1920er Jahren

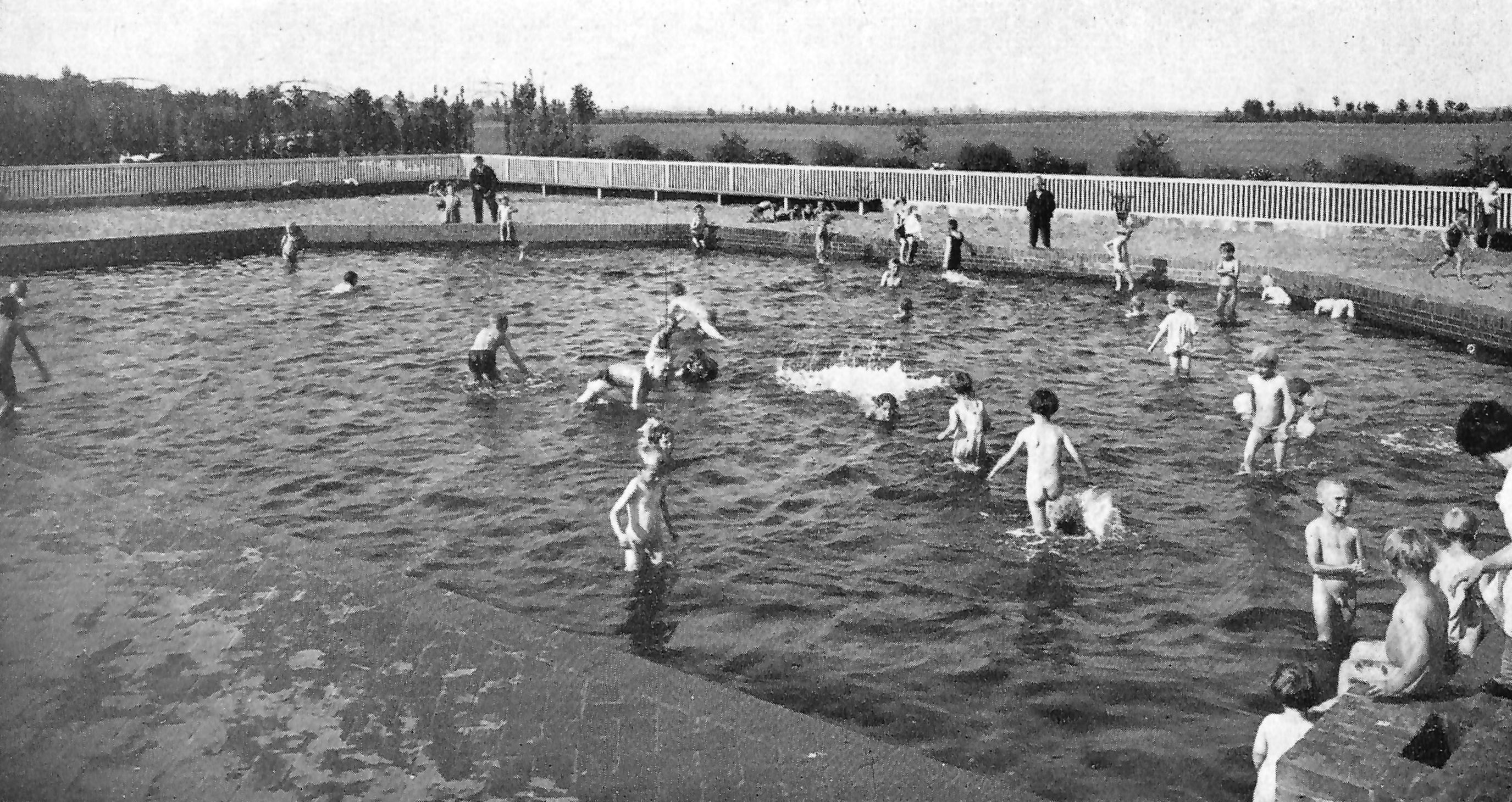
Planschwiese im Vogelgesang-Park in den 1920ern

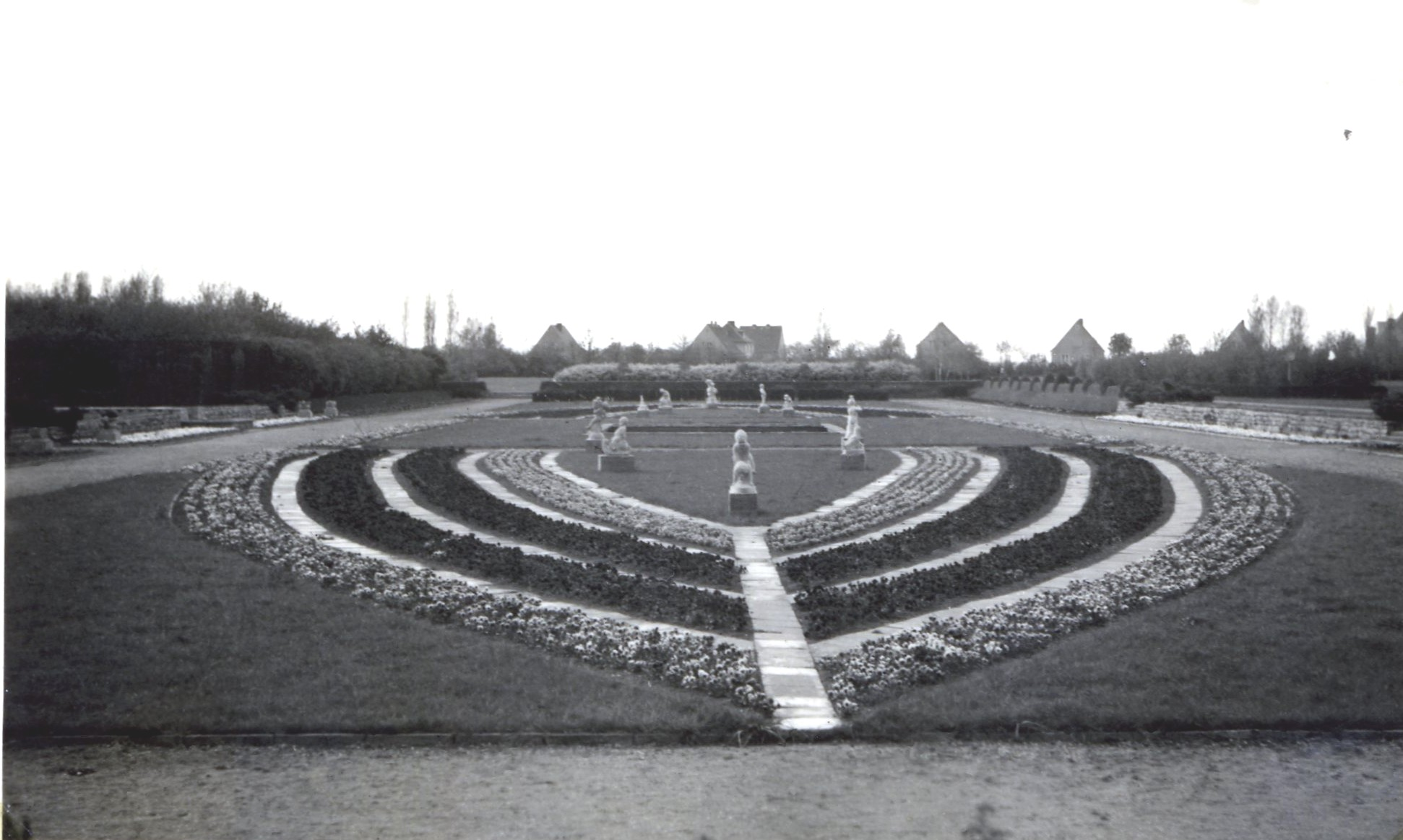
Parterregelände, 1937

Der Vogelgesang-Park Magdeburg ist ein städtischer Park der Stadt Magdeburg im Stadtteil Neue Neustadt.

## Geschichte
Die 21 Hektar große Parkanlage beruht in ihren Grundzügen auf den Plänen des Landschaftsgärtners Rudolf Schoch von 1842 und stellt den ältesten öffentlichen Park in Magdeburg dar.
Der Name des Parks geht auf einen hier ursprünglich befindlichen Wald zurück, in welchem im Mittelalter Vogelfänger Netze aufstellten, um Singvögel zu fangen.
Die erste urkundliche Erwähnung des Gebiets erfolgte 1377 anlässlich des Erwerbs des Geländes durch das Kloster Beatä Mariä Magdalenä und des Hospitals Sankt Georg. Es wurde zur Unterbindung von Holzdiebstählen ein Wärter beschäftigt, der vor Ort in einem Wärterhaus lebte und bereits einen ersten „Vogelgesang-Park“ anlegte. Durch Kriege wurde die Anlage 1550, 1594, 1631 und 1813 immer wieder zerstört. Bereits 1722 war der Park erstmals für die Öffentlichkeit zugänglich und wurde vorwiegend von der Unterschicht genutzt. Dies im Gegenzug zum überwiegend von der Oberschicht genutzten Herrenkrugpark. Es bestand ein kleines Gasthaus am Rande des Rothenseer Busches, ein Blumen- und ein Irrgarten. Der Irrgarten wurde bereits 1820 entfernt. 1821 wurde ein neues Gasthaus errichtet, das während des Zweiten Weltkrieges später zerstört wurde. In den Jahren 1841 und 1842 erwarb die Stadt Magdeburg das Gelände vom Kloster und dem Hospital. An 1845 erfolgte dann die Umgestaltung nach den Plänen Schochs.
Neben großen parkartigen Arealen entstanden von etwa 1870 an diverse einzelne Gärten, so der Rosengarten (1868) mit Pergola und Brunnen, das Rhododendrontal, der Senk- und Heidegarten. Der Dahliengarten entstand 1925 und beherbergte die größte deutsche Dahlienschau. Es wurden hier 900 Sorten gezüchtet. 1870 wurde das Gärtnerhaus des Parks, 1923 eine Unterkunft für Gärtnereiangestellte im Westteil des Parks errichtet.
Der Park entwickelte sich zu einem beliebten Ausflugsziel. 1950 wurde im nördlichen Teil des Parks ein Heimtiergarten eingerichtet, der 1959 zum Magdeburger Zoo wurde.
1980 wurde der Park als Gartendenkmal in die Kreisdenkmalliste aufgenommen. In den Jahren 1983 und 1984 wurden die historischen Anlagen rekonstruiert, insbesondere der Rosengarten.
Im Denkmalverzeichnis des Landes Sachsen-Anhalt ist der Park unter der Erfassungsnummer 094 70991 als Baudenkmal verzeichnet. Zunächst bestand eine Ausweisung als Denkmalbereich, 2023 wurde die Einstufung zum Baudenkmal hin verändert. Zugleich wurde er auch dem Stadtteil Neustädter See zugeordnet.